# Henric van Veldekecollege
Het Henric van Veldekecollege, informeel aangeduid als Veldeke, was een scholengemeenschap voor katholiek voortgezet onderwijs in de Nederlandse stad Maastricht. De in 1920 opgerichte school had een gymnasium- en hbs-afdeling, later vwo/havo, en gold lange tijd als de kweekvijver voor het katholieke kader in Maastricht.

## Geschiedenis
Tot 1916 was er in Maastricht, zowel voor jongens als voor meisjes (sinds 1904), alleen openbaar middelbaar onderwijs: het Stedelijk Gymnasium en de Gemeentelijke HBS aan de Helmstraat. In 1916 startten de Maastrichtse ursulinen met een rooms-katholieke mms voor meisjes aan de Grote Gracht. Vanaf 1916 werd er ook geijverd voor katholiek middelbaar onderwijs voor jongens in Maastricht. De grote gangmaker was de priester J.M. Souren (1868-1951), destijds bouwpastoor van de Sint-Lambertuskerk en oprichter van tal van instellingen binnen de katholieke zuil in Maastricht. Souren wenste zich, naar het voorbeeld van de bisschoppelijke colleges in Roermond, Sittard en Weert, een school onder invloed van de seculiere geestelijkheid (bisschoppen en pastoors), niet van de regulieren (leden van kloosterorden en congregaties).

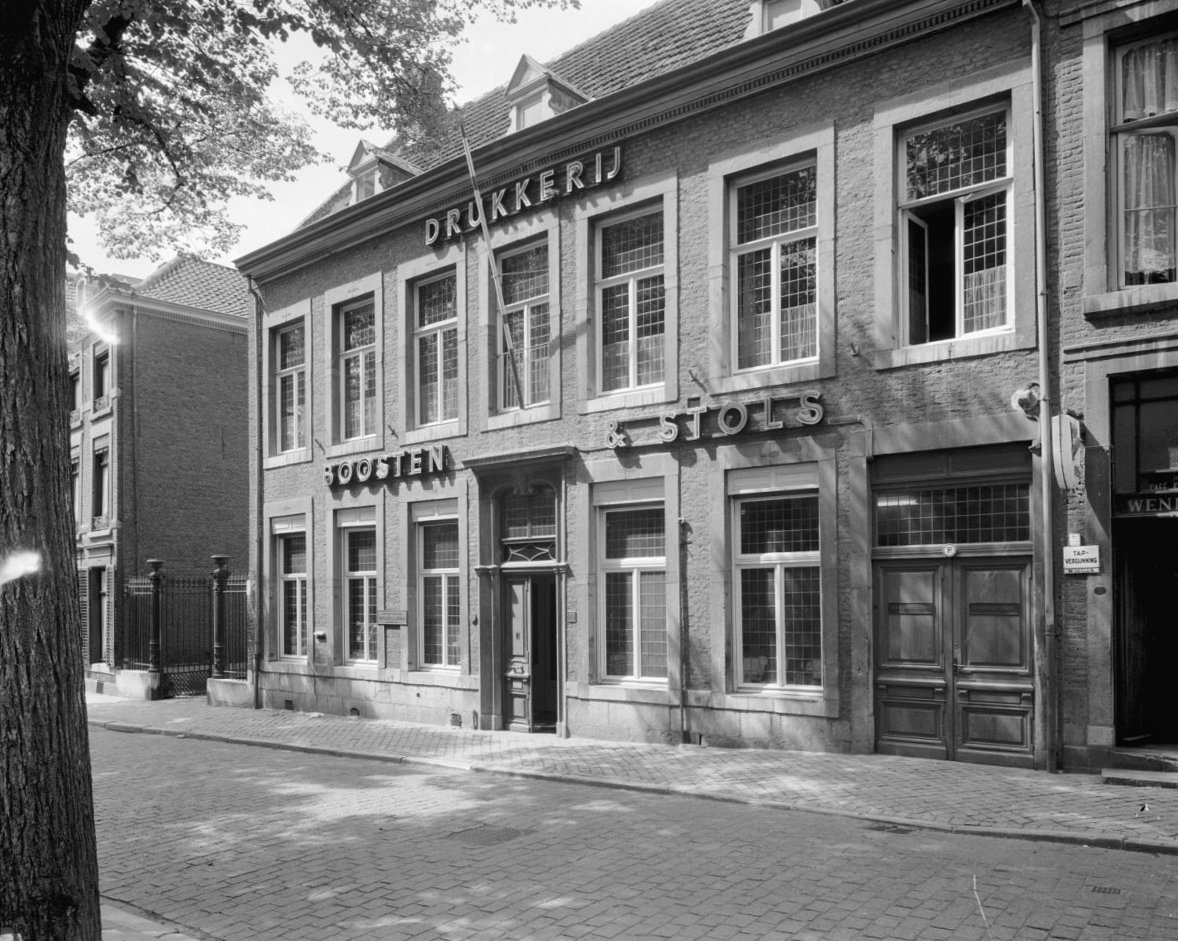
Onze-Lieve-Vrouweplein 23 (1962)

Het 'Veldeke' werd in 1920 opgericht als RK HBS, een katholieke jongensschool voor beter-gesitueerden, die aanvankelijk gevestigd was in het pand Onze-Lieve-Vrouweplein 23 in het centrum van Maastricht. In 1923 verhuisde de school naar een nieuw gebouw aan de deftige Aylvalaan in het Villapark. In hetzelfde jaar werd een gymnasium-opleiding toegevoegd en wijzigde de naam in Henric van Veldekecollege, naar een idee van de docent, later rector J.P. Boosten. De eerste directeur én rector was A.J.H. Thywissen. Later werden die twee functies gescheiden, zoals ook de twee schooltypes fysiek gescheiden waren met aparte ingangen. In de begintijd was een hoofddeksel voor de leerlingen verplicht: de hbs-ers droegen een donkerblauwe pet met klep; de gymnasiasten een lichtblauwe. Het aantal sterren gaf het leerjaar aan.
Per 1 maart 1942, tijdens de Tweede Wereldoorlog, werd het schoolgebouw gevorderd door de Duitse Orts-Kommandantur, waarmee waarschijnlijk een einde kwam aan de lessen. Na de Bevrijding van Maastricht op 14 september 1944 werd de school enkele weken gebruikt door de Ordedienst (OD). Van 22 oktober 1944 tot 10 maart 1945 fungeerde het schoolgebouw als hoofdkwartier van bevelhebber William Hood Simpson van het Negende Amerikaanse Leger. Op 7 december vond in de kamer van de rector een belangrijke ontmoeting plaats tussen de geallieerde bevelhebbers aan het westfront: Dwight Eisenhower (VS), Bernard Montgomery (VK), Omar Bradley (VS), Arthur Tedder (VK) en Simpson (VS). Enkele maanden later, op 4 maart 1945, kwam Winston Churchill op bezoek bij Simpson. Pas op 3 september van dat jaar was de school weer voor onderwijsdoeleinden beschikbaar.
Vanwege de sterke naoorlogse groei van het aantal leerlingen, opende de school in 1957 een dependance op de oostelijke Maasoever, aan de Professor Pieter Willemsstraat in Wyckerpoort. Hieruit ontstond in 1966 het Sint-Maartenscollege met een nieuw gebouw aan de Noormannensingel. In 1960 werd aan de kant van de Aylvalaan een vleugel aan het bestaande gebouw van het Veldeke  toegevoegd. De invoering van de Mammoetwet in 1968, leidde tot de geleidelijke invoering van de havo-vwo-structuur. Vanaf het schooljaar 1970-1971 werden ook meisjes toegelaten en werden, inderhaast, enkele vrouwelijke docenten aangesteld. In 1973 deed de laatste lichting hbs-ers eindexamen; in 1986 de laatste gymnasiasten.
In de jaren 1980 liep het leerlingenaantal op de meeste middelbare scholen in Maastricht sterk terug, waardoor fusies onontkoombaar werden. Begin jaren 1980 werkte het Veldeke samen met Mavo Biesland, maar tot een fusie kwam het niet. Het Veldekecollege ging in 1987 samen met de eveneens katholieke scholengemeenschap Oud-Vroenhoven. Samen vormden ze het Trichter College, waarna de naam Veldekecollege definitief tot het verleden behoorde. De vestiging in het Villapark bleef nog enkele jaren in gebruik bleef voor de vwo-bovenbouw van de fusieschool en in 1990, tijdens de verbouwing van de kweekschool aan de Tongerseweg, voor bijna de hele school. Per 1 augustus 1991 kwam het gebouw leeg te staan. Tot april 1993 was het gebouw nog in gebruik bij de Basisschool Binnenstad. Het einde van het Veldeke, dat decennialang gold als de grootste en beste school van Maastricht, kwam voor velen als een schok. De laatste fase en roemloze ondergang van de school, evenals de chaotische fusiejaren die volgden, werden in 2021 door oud-leerling en oud-docent John Candel beschreven.
In 2003 fuseerden de twee overgebleven scholen voor vwo en havo in Maastricht-West, het Trichter College en het Montessori College, waardoor het nog bestaande Bonnefanten College ontstond. Het Montessori College was in 1994 voortgekomen uit de Stedelijke Scholengemeenschap, een openbare school, met een nog roemruchtere geschiedenis dan het Veldeke, teruggaand tot de Franse Tijd. Met deze laatste fusie ging tevens het laatste restje katholieke identiteit verloren. Tot 2007 werd aan de havo/vwo-afdeling van de fusieschool nog onderscheid gemaakt tussen twee soorten onderwijs: Montessorionderwijs (leren door zelfwerkzaamheid) en 'Trichteronderwijs' (traditioneel frontaal lesgeven); na 2007 zijn deze twee onderwijsvormen samengevoegd. Vanaf 2005 kon het Bonnefanten College alle vormen van voortgezet onderwijs aanbieden, doordat toen de Vmbo-West deel ging uitmaken van de fusieschool.

## Erfgoed, monumenten

### Schoolgebouw
In 1922 werd begonnen met de bouw van een nieuwe RK HBS en Gymnasium in het Villapark. Het ontwerp was van de Venlose architect Jules Kayser, die enige jaren later in Maastricht de Sint-Hubertuskerk zou bouwen. Het gebouw bestond oorspronkelijk uit twee vleugels en een kapel aan de achterkant. In 1960 werd de school uitgebreid met een extra vleugel. Eind jaren 1980 werd het gebouw afgeschreven en in 1991 onttrokken aan het onderwijs. In 1992 werd het leegstaande schoolgebouw verkocht aan ABN AMRO projectontwikkeling, waarna het eind 1994, begin 1995 grotendeels werd gesloopt.
In het voorjaar van 1995 begon de verbouwing van het gespaard gebleven middendeel van de school tot appartementencomplex, "Hof van Veldeke" genaamd. Aan de achterzijde is van het oude schoolgebouw weinig meer te herkennen. Hier is een parkeergarage gebouwd, waarboven een tuin is aangelegd. De bewaard gebleven apsis van de schoolkapel is opgenomen in een tuinpaviljoen. Aan de voorzijde van het gebouw is de afgeschuinde 'pleingevel' op de hoek Aylvalaan-Sint Monulphusweg nog min of meer in originele staat. Deze vormt samen met de erfafscheiding een gemeentelijk monument. De gevel van roodbruine baksteen is sterk horizontaal geleed, onder andere door granieten banden en een horizontale roedeverdelingen van de vensters. Boven de entree bevindt zich een breed balkon met een gemetselde balustrade. Links en rechts daarvan verrezen in 1997 nieuwbouwvleugels met woningen, naar ontwerp van Bureau Boosten Rats, die ook de verbouwing van het bewaard gebleven deel van de school van zijn rekening nam. De oorspronkelijke erfafscheiding, bestaande uit een lage baksteenmuur met smeedijzeren hekwerkjes in eenvoudige art deco-vormen tussen gemetselde hekpijlers, bleef deels bewaard, ook bij de nieuwbouwwoningen.
Op de hoek Sint Monulphusweg-Glacisweg bleef de voormalige portierswoning bewaard, even als de school in 1922 ontworpen door Jules Kayser. Het vrijstaande hoekhuis is een gemeentelijk monument en heeft fraai afgewerkte baksteengevels met afgeronde hoeken, deels meebuigende vensters met meerruits roedeverdeling en een tentdak met forse overstek. De naar het winkelcentrum gerichte westgevel is omstreeks 1997 verbouwd in verband met een horecafunctie. Deze gevel is deels witgepleisterd. Op de plek van de gesloopte gymzaal aan de Glacisweg verrees in 1995-1997 een winkel-wooncomplex, ontworpen door Fred Humblé in opdracht van woningcorporatie Servatius. Het ontwerp won de Betonprijs Woningbouw 1997. Aan de westzijde van het voormalige schoolterrein werd in 1996 het L-vormige Dr. A. Thywissenpad vernoemd naar de eerste rector en directeur.

### Kunstvoorwerpen

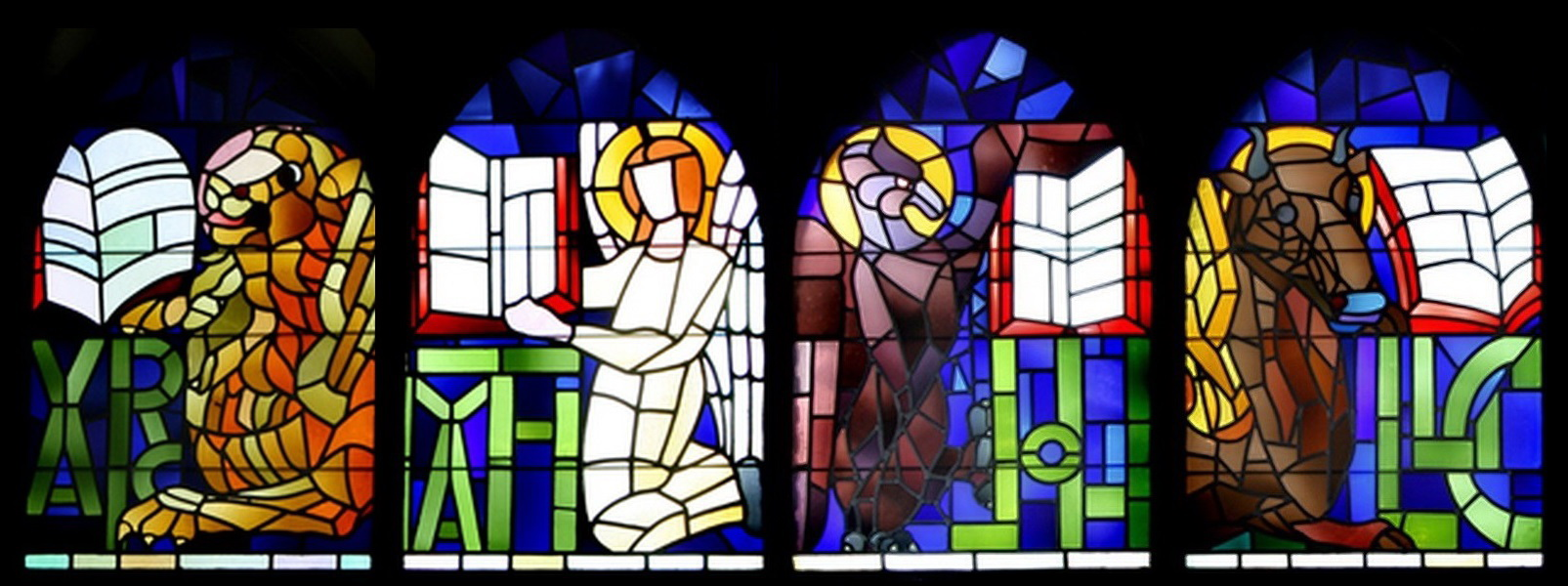
Vier glas-in-loodvensters in de Sint-Walburgakerk, afkomstig uit de schoolkapel

Van de gesloopte kapel bleven tien glas-in-loodramen van de hand van Jos Postmes bewaard. Acht ramen werden herplaatst in het winkel-woongebouw aan de Glacisweg. Twee ramen werden geschonken aan het toenmalige Museum Spaans Gouvernement. Vier glas-in-loodramen afkomstig uit de kapel, mogelijk ook van Postmes, bevinden zich in de Sint-Walburgakerk in Amby. Ze beelden de vier evangelistensymbolen uit.
In de collectie van het Bonnefantenmuseum bevindt zich een Heilig Hartbeeld van de hand van Charles Vos, waarschijnlijk uit 1926. Het beeld werd in 1926 aangeboden aan rector Thywissen bij zijn 25-jarig priesterjubileum en kreeg een plaats op het schoolplein achter de school. Daar moest het in verband met een herinrichting in 1966-1967 weg. Het is daarna waarschijnlijk niet teruggeplaatst en in 1976 door de Stichting Katholiek Onderwijs Maastricht geschonken aan het Bonnefantenmuseum.

### Oorlogsmonumenten

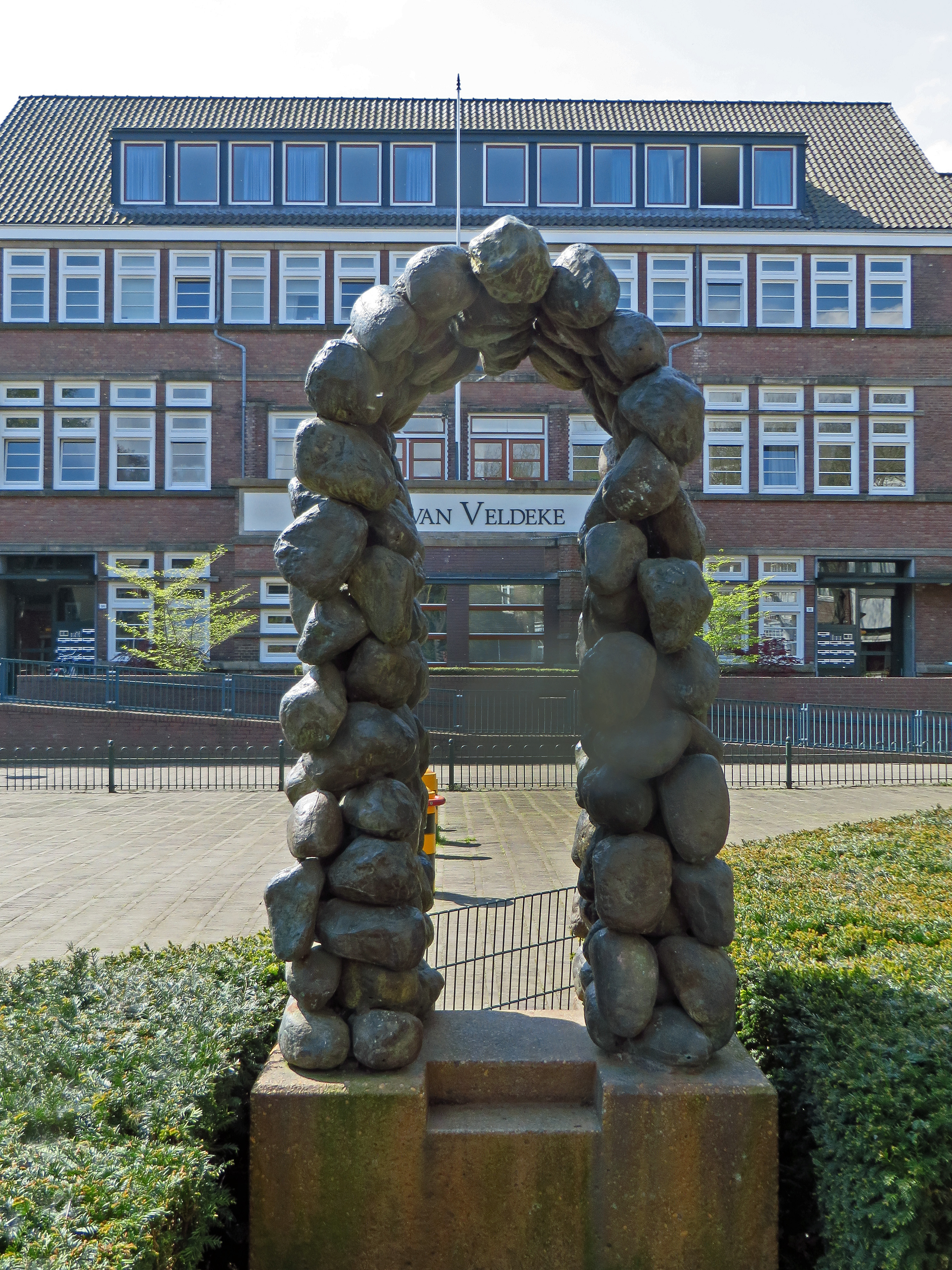
Veldekemonument

In het Veldekecollege bevond zich sinds 1955 een oorlogsherinneringsplaquette, met de namen van 27 leerlingen en alumni, die tijdens de Tweede Wereldoorlog en de daarop volgende 'politionele acties' waren omgekomen. Tijdens de herbestemming van het schoolgebouw tot woningen is de plaquette verplaatst naar het restant van de kapel in de binnentuin van het complex.
Vóór het voormalige schoolgebouw bevindt zich sinds 1998 een monument dat oorspronkelijk bedoeld was als herinnering aan het Veldekecollege. Het uit Maaskeien opgebouwde poortje is een ontwerp van kunstenaar Hans Lemmen, waarbij de keien hoofden van leerlingen verbeelden, die door de poort in- en uitgaan. Op een bronzen plaquette staan de namen van oud-leerlingen, die hadden ingetekend op een in 1998 verschenen boek over de school. In 2019 werd door de Stichting Veldeke Memorial een tweede plaquette toegevoegd met een tekst die verwijst naar de topontmoeting tussen de geallieerde legerleiders, die hier op 7 december 1944 plaatsvond. Daarmee kreeg het monument een andere betekenis.

## Bekende leerlingen en docenten

### Leerlingen
Van de duizenden oud-leerlingen van het Henric van Veldekecollege behaalden er 102 de doctorstitel; 459 verkregen de graad van doctorandus, 378 werden ingenieur, 276 arts en 118 meester in de rechten. 166 oud-leerlingen werden directeur of chef van een internationaal bedrijf, 41 werden legerofficier, 31 hoogleraar, 30 priester, 20 notaris en 7 burgemeester. Tot de bekendere behoren:
- Matty Niël (1918-1989), componist
- Jozef van Hövell van Wezeveld en Westerflier (1919-1945), praeses Nijmeegs studentencorps, verzetsstrijder

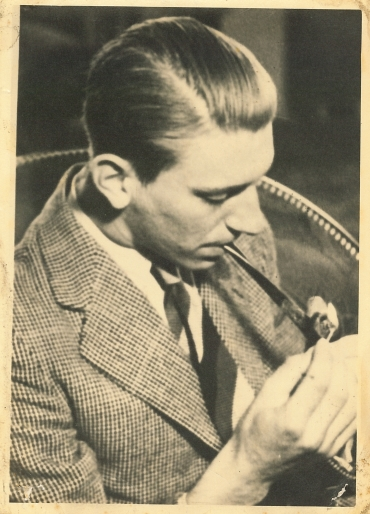
Armand Maassen

- Armand Maassen (1920-1943), Engelandvaarder
- Fons Baeten (1920-1996), jurist, politicus, burgemeester van Maastricht
- Harry G.M. Prick (1925-2006), literatuurcriticus
- Jan-Willem Bertens (1936), diplomaat, politicus
- Bert André (1941-2008), acteur
- Nico Nelissen (1942), hoogleraar sociologie
- Harry Knipschild (1944), (popmuziek)historicus[21]
- Titus Panhuysen (1949), archeoloog, kunsthistoricus
- Joep Leerssen (1955), cultuurhistoricus, hoogleraar Europese studies
- Maxime Verhagen (1956), politicus, bestuurder
- Liesbeth Koenen (1958-2020), taalkundige, wetenschapsjournalist, auteur
- Theo Bovens (1959), politicus, commissaris van de Koning(in) in Limburg, waarnemend burgemeester van Enschede
- Lilianne Ploumen (1962), politicus
- Frank Wassenberg (1966), bioloog, politicus

### Docenten, directie
- Albert Joseph Hubert Thywissen (1878-1950), priester, docent wis- en natuurkunde gymnasium Rolduc, eerste directeur hbs (1920-1946) en rector gymnasium (1923-1946)[22]
- Fons Tuinstra (1897-1971), docent Nederlands en geschiedenis (1926-1947)
- Jozef Petrus Boosten (1899-1965), priester, docent Frans hbs en gymnasium, van 1953-1960 rector gymnasium[23]
- Sjeng Tans (1912-1993), docent Nederlands (gedwongen ontslag vanwege Bisschoppelijk Mandement van 1954), PvdA-politicus, medeoprichter Universiteit Maastricht[24]
- Pater Laetus Keulaerds O.F.M. (1921-2007), godsdienstleraar[25]